# 先市酱油酿造作坊群
先市酱油酿造作坊群位於四川省瀘州市合江縣先市鎮區赤水河東岸，由清同治末年的豆池作坊發展形成，距今有140多年歷史。作坊建築群由老作坊、老曬露場和作坊祭神小廟三官廟構成，占地三十余畝，建築面積3200平方公尺。老醬油作坊建築為穿斗式木結構四合院建築，總建築面積1011平方公尺；曬露場面向赤水河呈坡形，總建築面積4810平方公尺，遺存有254口百年以上的曬露缸：三官廟為木石結構建築，系作坊供奉與釀造豆油相關的天官、地官、水官的小廟。先市醬油釀造作坊保存完整，是清末川南、渝西地區和赤水河流域醬油作坊建築的實物見證和醬油文化傳統的意義符號，承載著豐富的具有地域特色的政治、經濟、社會、文化、科技的歷史信息。2010年，先市醬油釀造作坊被瀘州市人民政府公佈為市級文物保護單位。2012年7月16日公佈為第八批四川省文物保護單位，2019年10月7日公布为第八批全国重点文物保护单位。